# Tornado de 1554 en Carahue, Chile

## Antecedentes
El primer tornado registrado en Chile ocurrió en la ex-Imperial, actual ciudad de Carahue, Región de La Araucanía, siendo descrito en el Canto IX de La Araucana de Alonso de Ercilla.

En el siguiente fragmento del Canto IX narra los eventos ocurridos en dicha localidad, el 23 de abril de 1554, fecha en calendario juliano, que es equivalente en el calendario gregoriano al 3 de mayo de 1554:
Estaba la Imperial desbastecida
De armas, de munición y vitualla,
Bien que la gente della era escogida,
Pero muy poco para dar batalla;
Fuera por los cimientos destruida,
Cualquier fuerza bastara arruinalla;
Y persona de dentro no escapara
Si a vista el pueblo bárbaro llegara.
Cuando el campo de allí quería mudarse,
Que ya la trompa a caminar tocaba,
Súbito comenzó el aire a turbarse,
Y de prodigios tristes se espesaba:
Nubes con nubes vienen a cerrarse,
Turbulento rumor se levantaba:
Que con airados ímpetus violentos
Mostraban su furor los cuatro vientos.
Agua recia, granizo, piedra espesa
Las intricadas nubes despedían:
Rayos, truenos, relámpagos a priesa
Rompen los cielos y la tierra abrían:
Hacen los vientos áspera represa,
Que en su entera violencia competían:
Cuanto topa arrebata el torbellino,
Alzándolo en furioso remolino.
Un miedo igual a todos atormenta:
No hay corazón, no hay ánimo así entero
Que en tanta confusión, furia y tormenta
No temblase, aunque más fuese de acero:
En esto Eponamón se les presenta
En forma de un dragón horrible y fiero,
Con enroscada cola, envuelto en fuego,
Y en ronca y torpe voz les habló luego,
Diciéndoles que a priesa caminasen
Sobre el pueblo español amedrentado;
Que por cualquiera banda que llegasen
Con gran facilidad sería tomado;
Y que al cuchillo y fuego le entregasen
Sin dejar hombre a vida y muro alzado.
Esto dicho, que todos lo entendieron,
En humo se deshizo, y no lo vieron.
Al punto los confusos elementos
Fueron sus movimientos aplacando,
Y los desenfrenados cuatro vientos
Se van a sus cavernas retirando:
Las nubes se retraen a sus asientos,
El cielo y claro sol desocupando:
Sólo el miedo en el pecho más osado
No dejó su lugar desocupado.
La tempestad cesó, y el raso cielo
Vistió el húmido campo de alegría;
Cuando con claro y presuroso vuelo
En una nube una mujer venía
Cubierta de un hermoso y limpio velo,
Con tanto resplandor, que al medio día
La claridad del sol delante della
Es la que cerca dél tiene una estrella.
Desterrando el temor la faz sagrada
todos confortó con su venida:
Venía de un viejo cano acompañada,
Al parecer de grave y santa vida:
Con una blanda voz y delicada
Les dice: «¿A dónde andáis, gente perdida?
Volved, volved el paso a vuestra tierra,
No vais a la Imperial a mover guerra.
Que Dios quiere ayudar a sus cristianos
Y darles sobre vos mando y potencia;
Pues ingratos, rebeldes inhumanos,
Así le habéis negado la obediencia:
Mirad, no vais allá, porque en sus manos
Pondrá Dios el cuchillo y la sentencia.
Diciendo esto, y dejando el bajo suelo,
Por el aire espacioso subió al cielo.
Los araucanos la visión gloriosa
De aquel velo blanquísimo cubierta
Siguen con vista fija y codiciosa,
Casi sin alentar, la boca abierta:
Ya que despareció, fue extraña cosa,
Que, como quien atónito despierta,
Los unos a los otros se miraban
Y ninguna palabra se hablaban.
Todos de un corazón y pensamiento,
Sin esperar mandato ni otro ruego,
Como si sólo aquél fuera su intento,
El camino de Arauco toman luego;
Van sin orden, ligeros como el viento,
Paréceles que de un sensible fuego
Por detrás las espaldas se encendían,
Y así con mayor ímpetu corrían.
Heme, señor, de muchos informado,
Porque con más autoridad se cuente,
A veintitrés de abril, que hoy es mediado,
Hará cuatro años, cierta y justamente,
Que el caso milagroso aquí contado
Aconteció, un ejército presente,
El año de quinientos y cincuenta
Y cuatro sobre mil por cierta cuenta.